# Артур Шницлер
Артур Шницлер (на немски: Arthur Schnitzler) е австрийски писател и драматург, един от най-значимите представители на художествения стил Виенски сецесион (Wiener Moderne).

## Австрия иFin-de-siècle
Австрия – тази средищна страна в географско, но и в културно-политическо отношение – представлява духовно пространство, където са се напластявали разнообразни и противоречиви художествени влияния, артистични идеи и социални възгледи. Особено Виена като столица на някога могъщата и просторна Австро-Унгарска империя обединява в сложна сплав източната волност и западното ценностно съзнание, северната вглъбеност и южняшката отзивчивост към многобагрието на живота. Всичко това изпълва дори обикновения „Homo Austriacus“ с особен лиризъм, задушевност и съзерцателност. Още Адалберт Щифтер е изразил основната черта на австрийското умонастроение с думите: „Умереността е сила, страстта – слабост.“ Но тази външна пасивност и уталоженост на характера се компенсира от влечението към заплетени психически движения, към подмолите на съзнанието и душата, отдето извират живителните сили на съществуването. Изпълнен и с необикновено познание за превратностите на историята и на човешкия дух, австриецът лесно се обзема от ирония към света и към себе си, но и с таен копнеж по смъртта и музиката на отвъдното. Тази несравнима музикалност е създала гения на Моцарт, въплътила се е в творбите на Йозеф Хайдн, Франц Шуберт, Антон Брукнер, Густав Малер, Арнолд Шьонберг, Албан Берг, Антон Веберн...

## Творчески път
В това духовно поднебие се развива и творчеството на Артур Шницлер. Той се ражда във Виена през 1862 г., в семейството на прочут лекар-ларинголог. Сам писателят става лекар и дълго упражнява тази професия, създава си дори известност. В книгата си „Спасеният език“, когато си спомня за годините, прекарани в стария Русчук от началото на века, Елиас Канети отбелязва: „Често се говореше за роднини, които заминават за Виена, за да се съветват с прочути лекари. Имената на големите специалисти в ония години бяха първите знаменитости, за които чувах като дете. Когато по-късно дойдох във Виена, бях учуден, че всички тези имена – Лоренц, Шлезингер, Шницлер – действително съществуваха.“ Този знаменит д-р Шницлер е писателят Артур Шницлер, който практикува като психиатър.

### Раздвоение
Раздвоението между медицината и литературата – подобно на съвременника му Антон Чехов – го съпровожда през целия му живот. Наред с Хуго фон Хофманстал и Стефан Цвайг, Артур Шницлер спада към онези австрийски писатели от края на отминаващото XIX столетие и началото на новото, които пресъздават в творбите си залеза на една епоха, наречена Fin-de-siècle. Като психиатър по професия Шницлер развива твърде силно чувство за екстремните състояния в социалната действителност. Неговият психологизъм е необикновено изострен от медицинските му познания, от школувания поглед на лекаря-диагностик.

### „Млада Виена“
Шницлер членува в прочутия литературен кръг „Млада Виена“, където се създава новият австрийски неоромантичен художествен стил „Виенски сецесион“. Това е времето, когато възниква така важното за развитието на романа понятие „амбивалентност“ – то определя типа на човек с раздвоено съзнание, който с разума се стреми към едно, а несъзнателно жадува за друго. И това „друго“ е преди всичко любов. За школата „Млада Виена“ любовта представлява висшата степен на междучовешката хармония. Ала тя винаги се съпровожда от своята вечно враждебна спътница – смъртта. У Артур Шницлер има една малка притча, която най-добре предава това умонастроение. „Как да се явя пред човека – запитала Безкрайността Бога, – та да не се вкамени той от страх?“ Тогава Бог я обгърнал със синевата на небето. „А пък аз – попитала Вечността, – как да се разкрия пред човека, та да не се помрачи разсъдъкът му от ужас?“ Тогава Бог казал: „Ще подаря на човека миг, в който той ще те усети.“ И създал Любовта.

### Живот и Ерос
Артур Шницлер пренася метафизичните и екзистенциални проблеми в сферата на Еротиката. Героите му са елегантни и капризни представители на висшите среди във виенското общество, хора, преситени и уморени, тласкани от внезапни и неотвратими пориви. Но те се предават на любовта, без да могат да ѝ се отдадат напълно. Единствено женските образи на писателя – а това са преди всичко обикновените девойки от виенските предградия, прочутите „сладки виенски момичета“ – единствено те обичат с непокварено, необременено от познание естествено чувство.
Шницлер се интересува от скритите душевни процеси у тези хора и с медицинска прецизност описва нюансите на човешките емоции, тайните еротични желания, многопосочните проявления на волята. В пиесите си писателят изгражда изящни, духовити, пропити от ирония диалози, които се възприемат с особено напрежение, защото в контраст с тяхната лекота се разкрива дълбока и сериозна проблематика. Цялото му творчество е пронизано от меланхолия, но и от социално съчувствие, от копнеж по красив и стилен живот, но и от ведър, освобождаващ хумор.

### Духът на Града
Повечето произведения на Шницлер са посветени на Виена и виенчани. Нещо повече: градът присъства осезаемо като главно действащо лице с точната си топография. По повод шестдесетия рожден ден на Шницлер сънародникът му Стефан Цвайг отбелязва, че Виена – това е „неговият град“. И добавя: „Този свят наистина би бил завинаги изгубен, ако един човек – Артур Шницлер – не го беше запазил за нас във всичките му форми и образи, с неговия дух и чувство... Всичко, което е било Виена на границата между двете столетия, всичко, което е било Австрия до рухването на империята, един ден ще може да бъде разбрано правилно само чрез Артур Шницлер, ще бъде назовано на неговото име... И ще дойде ново поколение, което ще поеме нашата любов, нашето преклонение пред този при цялата си лекота така сериозен и при цялата си грациозност така дълбок творец.“

## Световна слава
Публикувал първите си творби на 24-годишна възраст, десетилетие по-късно Шницлер е вече световноизвестен писател. Сам усвоил художествената вселена на Флобер, на Мопасан и на Анатол Франс, Шницлер упражнява значително влияние върху съвременната си френска, руска и американска литература. След смъртта му обаче, след почти седемдесетгодишен, изпълнен с признание и слава живот, той бива сякаш забравен. Причината е в настъпващата „кафява чума“ на националсоциализма не само в Германия, но и в Австрия. Само две години подир смъртта на Шницлер неговите книги се изгарят публично на площада пред Берлинската опера заедно с творбите на Бертолт Брехт, Хайнрих Ман и Лион Фойхтвангер.
През изтеклите десетилетия се забелязва повишен интерес към творчеството на Шницлер. Неговите драми отново се играят, новелите и романите му се преиздават, никнат литературни общества на негово име.

## Шницлер в България
Артур Шницлер заема трайно място и в съзнанието на българския читател от първата третина на XX век. Още през 1904 г. сп. „Библиотека“ публикува пиесата му „Дамата с камата“ и с нея се открива голямата поредица от Шницлерови творби, преведени в България. Само драмата „Хоровод“ е претърпяла пет издания. Пиеси на Шницлер се играят върху сцената на Народния театър. Така през 1923 г. в продължение на два сезона при значителен успех се представя „Викът на живота“ с Адриана Будевска и Зорка Йорданова. Превеждат се и много белетристични произведения на Шницлер, между които „Лейтенант Густл“, „Жената на мъдреца“, „Госпожица Елза“, „Игра в утринен здрач“, „Госпожа Беата и нейният син“. Само за две години – 1918 – 1919 – на български излизат общо осем белетристични творби на Артур Шницлер в първо или второ издание.
Цели три десетилетия творчеството на Шницлер е постоянно в центъра на културното внимание в България. Сетне след 1934 г. интересът към него отслабва, за да се насочи към естетическия свят на Стефан Цвайг. Трябва да дойде 1977 г., за да се появи в издателство „Народна култура“ том с две новели и една повест от ранното творчество на Шницлер под общото заглавие „Госпожа Берта Гарлан“. Това „преоткриване“ на един забравен писател от световна величина дава възможност да се вкуси отново от изтънчения аромат на един отминал, но жив с културното си значение свят.

## Признание
Много точно немецът Хайнрих Ман казва за своя австрийски събрат по перо: „Шницлер – това е ликуване, сдържано, нежно и съчувствено съпреживяване на нашите земни радости, на красотата на мимолетните ни дни, на нашето щастие...“ А Герхарт Хауптман добавя: „Усетът за Шницлер означава, че притежаваш култура, а да се чувстваш привлечен от Шницлер означава, че дириш културата.“
В чест на писателя Дружество Артур Шницлер във Виена учредява литературната награда „Артур Шницлер“.